# جيمي روبنسون (لاعب كرة قدم أمريكية)
جيمي روبنسون (بالإنجليزية: Jimmy Robinson)‏ هو لاعب كرة قدم أمريكية أمريكي، ولد في 3 يناير 1953 في نيويورك في الولايات المتحدة.

## وصلات خارجية
- جيمي روبنسون على موقع قاعة جورجيا للمشاهير الرياضية (مؤرشف) (الإنجليزية)